# Georgette Tsinguirides
Georgette Tsinguirides (* 27. Februar 1928 in Stuttgart) ist eine deutsch-griechische Balletttänzerin, Choreologin, Ballettmeisterin und war Assistentin von John Cranko, der das Stuttgarter Ballett von 1961 bis 1973 leitete.

## Leben
Georgette Tsinguirides verlor früh ihre Mutter und wuchs unter der Obhut ihrer Großmutter Maria Weickh auf, die Hofdame bei Königin Charlotte von Württemberg geb. Charlotte zu Schaumburg-Lippe gewesen war. Mit sieben Jahren begann sie eine Ausbildung an der Ballettschule des Staatstheaters Stuttgart. Im Anschluss nahm sie Unterricht bei Olga Preobrajenska und Madame Nora im Studio Wacker in Paris und an der Royal Ballet School in London. 1945 erhielt sie ihr erstes Engagement am Staatstheater Stuttgart, mit einer Gage von 2250 Reichsmark. Unter der Direktion von Nicolas Beriozoff wurde sie 1957 Solistin. Noch bevor John Cranko 1961 die Leitung der Compagnie übernahm, tanzte sie bereits 1960 in seinem Ballett Der Pagodenprinz, später u. a. in The Lady and the Fool und in Romeo und Julia.
1966 wurde Tsinguirides in Stuttgart erste hauptberufliche Tanzschrift-Expertin Deutschlands. John Cranko beauftragte sie, seine Choreografien in einer internationalen Tanzschrift aufzuzeichnen. Als Choreologin und Ballettmeisterin hat sie Crankos Werk mittlerweile an mehrere Tänzergenerationen weitervermittelt: Nicht allein beim Stuttgarter Ballett, sondern ebenso weltweit bei mehr als 30 anderen Ballett-Compagnien.
Auf Anregung Crankos schloss Tsinguirides 1966 das Studium der Benesh Movement Notation in London mit einem Diplom ab. Danach begann sie damit, alle großen Werke, die Cranko in Stuttgart schuf, in dieser Tanzschrift aufzuzeichnen. Darin werden einzelne Bewegungen wie in einer Partitur präzise schriftlich aufgezeichnet.
Am 1. Dezember 2015 feierte Tsinguirides ihr 70-jähriges Dienstjubiläum am Stuttgarter Ballett. Ministerpräsident Winfried Kretschmann überreichte ihr am 5. Dezember die Staufermedaille in Gold.
Im Juli 2017 trat sie in den Ruhestand und wurde bei Ballett im Park am 8. Juli 2017 offiziell verabschiedet.

## Ehrungen
- 1973 „Fellowship of Institute of Choreology“ des Benesh Institute of Choreology
- 1980 John Cranko-Preis für ihre Verdienste um das künstlerische Erbe Crankos
- 1985 Ehrung des Landes Baden-Württemberg für 40 Jahre Zugehörigkeit zum Staatstheater Stuttgart
- 1986 Bundesverdienstkreuz am Bande für außerordentliche künstlerische Arbeit
- 1987 Auszeichnung für besondere Verdienste in der 21-jährigen Ausübung der Benesh Movement Notation vom Benesh Institute of Choreology
- 1995 Ehrung des Landes Baden-Württemberg für 50 Jahre Zugehörigkeit zum Staatstheater Stuttgart
- 2002 Verdienstmedaille des Landes Baden-Württemberg
- 2006 Ehrenmitgliedschaft des Stuttgarter Staatstheaters anlässlich ihres 60-jährigen  Dienstjubiläums
- 2010 Deutscher Tanzpreis
- 2010 Mitgliedschaft in der Royal Academy of Dance London
- 2015 Staufermedaille in Gold für Verdienste um das Land Baden-Württemberg